# Rothenseer Straße 2 (Magdeburg)

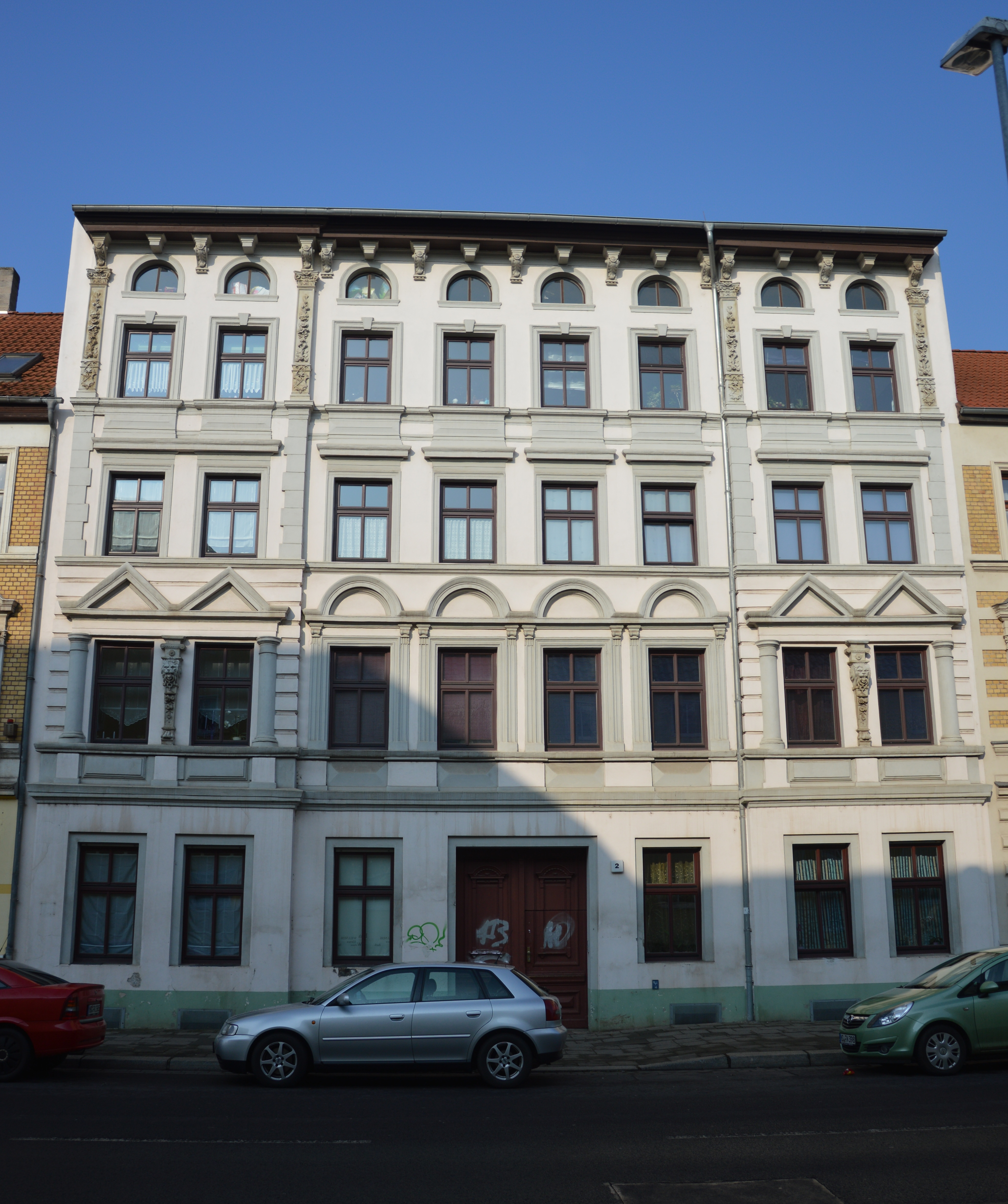
Wohnhaus Rothenseer Straße 2

Das Haus Rothenseer Straße 2 ist ein denkmalgeschütztes Gebäude in Magdeburg in Sachsen-Anhalt.

## Lage
Es befindet sich im Magdeburger Stadtteil Alte Neustadt am südlichen Ende der Rothensseer Straße, auf deren Westseite. Südlich des Hauses steht das gleichfalls denkmalgeschützte Haus Rothenseer Straße 1, nördlich das Haus Rothenseer Straße 2a.

## Architektur und Geschichte
Das viereinhalbgeschossige Wohn- und Geschäftshaus entstand in der Zeit um 1880/1890 unter Verwendung von Formen der Neorenaissance. Die achtachsige Fassade des repräsentativen Putzbaus verfügt über zwei jeweils zweiachsige flache Seitenrisalite die mit Stuckdekor verziert sind. Die Fenster der Beletage sind mit Fensterverdachungen versehen. Die Verdachungen im Bereich der Seitenrisalite sind spitzgiebelig, die übrigen halbrund gestaltet. Es besteht ein mit großen Lünettenfenstern versehenes Mezzaningeschoss.
Der Bau ist als Teil einer gründerzeitlichen Häuserzeile straßenbildprägend.
Im örtlichen Denkmalverzeichnis ist das Wohnhaus unter der Erfassungsnummer 094 81874  als Baudenkmal verzeichnet.